# Flecha Valona 1997
La Flecha Valona 1997 se disputó el 16 de abril de 1997, y supuso la edición número 61 de la carrera. El ganador fue el francés Laurent Jalabert. El también francés  Luc Leblanc y el suizo Alex Zülle completaron el podio, siendo respectivamente segundo y tercero.

## Clasificación final
| Pos. | Ciclista         | Equipo                  | Tiempo   |
| ---- | ---------------- | ----------------------- | -------- |
| 1    | Laurent Jalabert | ONCE                    | 5h07'00" |
| 2    | Luc Leblanc      | Polti                   | a 19"    |
| 3    | Alex Zülle       | ONCE                    | a 50"    |
| 4    | Michele Bartoli  | MG Maglificio-Technogym | s.t.     |
| 5    | Marco Pantani    | Mercatone Uno           | s.t.     |
| 6    | Pascal Lino      | BigMat                  | s.t.     |
| 7    | Andrea Noè       | Asics-CGA               | s.t.     |
| 8    | Beat Zberg       | Mercatone Uno           | s.t.     |
| 9    | Benoît Salmon    | Lotto                   | s.t.     |
| 10   | Richard Virenque | Festina-Lotus           | s.t.     |